# Біла-Чортківська
Бі́ла-Чорткі́вська — вузлова залізнична станція Тернопільської дирекції залізничних перевезень Львівської залізниці. Розташована на перетині трьох ліній Біла-Чортківська — Стефанешти, Тернопіль — Біла-Чортківська та Біла-Чортківська — Бучач між станціями Ягільниця (13 км), Чортків (5,5 км) та Білобожниця (3 км).
Розташований біля міста Чортків Чортківського району Тернопільської області. На станції зупиняються тільки приміські поїзди.